# 仁慈犬

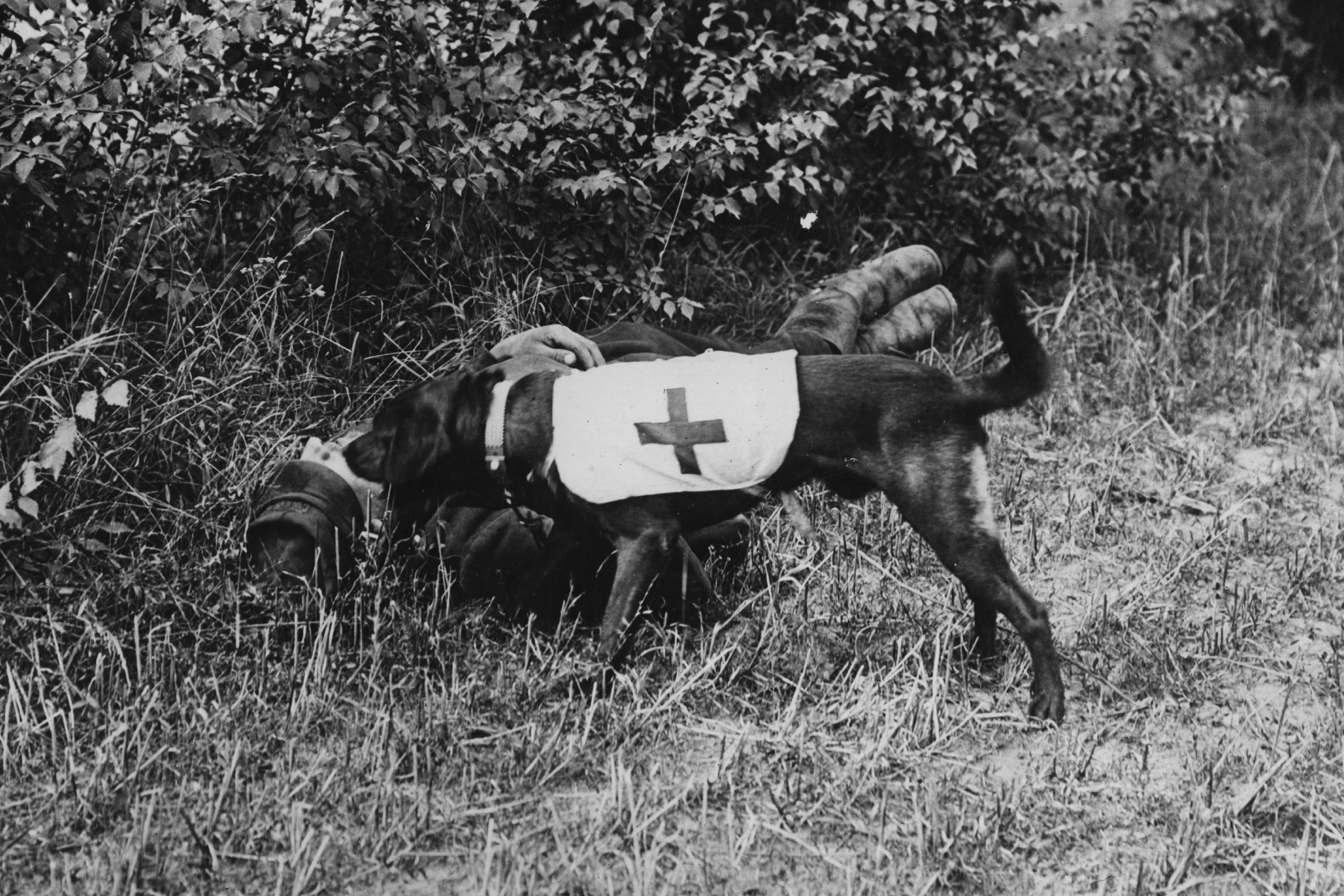
第一次世界大戰中的救護犬

仁慈犬（英語：Mercy dog）又稱救護犬（ambulance dog）、紅十字犬（Red Cross dog）或傷亡犬（casualty dog），是一種在軍隊中擔任輔助醫護角色的犬隻，在第一次世界大戰中最為著名，其經常在大型戰役（適用於塹壕戰）結束後被派往戰場尋找受傷士兵，它們會攜帶急救用品供傷員使用，同時也會安慰因受到致命創傷而瀕死的士兵。仁慈犬受過訓練，可引導軍醫等醫護人員前往需要大量護理的傷員所在位置。大部分的仁慈犬由各國的紅十字會培訓，負責在該會運作的國家和地區服務，而德軍稱這種犬隻為醫療犬（Sanitätshunde）。據估計，約有2萬隻狗作為仁慈犬投入第一次和第二次世界大戰服務，並拯救了數千人的性命。美軍也曾將其用於韓戰。

## 簡介

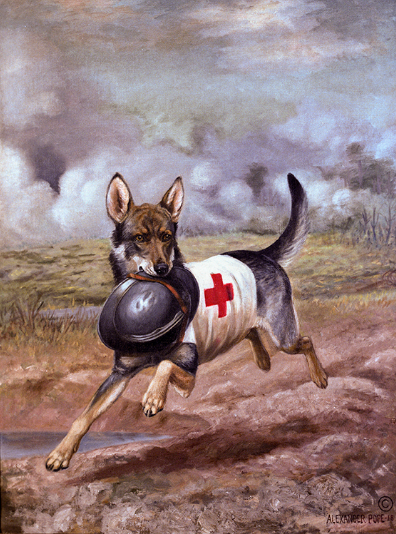
美國畫家小亞歷山大·波普繪製的一隻咬著士兵頭盔的紅十字犬

第一次世界大戰中，典型的仁慈犬會配備裝有水、酒精和急救用品的鞍袋，由駐紮在每個軍隊的紅十字會負責培訓，其通常於夜間或戰役結束後開始尋找己方受傷的士兵，但同時會忽略已死亡或負傷的敵兵。傷兵可在仁慈犬尋獲他時使用其攜帶的急救用品處理傷口。如果他們的傷勢嚴重到無法自行處理時，仁慈犬會將傷兵的一塊軍服帶回戰壕，並引導軍醫等醫護人員找到士兵，而仁慈犬如未成功尋找到傷兵，它會趴在其訓練者前。部分仁慈犬會在搜索時戴上防毒面具。
一戰中，隸屬於協約國的仁慈犬被訓練拿取傷兵的一塊軍服；而同盟國的仁慈犬則可拿取任何物件，包括頭盔或腰帶。:25–26部分犬隻還以車拖拉士兵，在前線與後方醫療基地之間來回，有時亦會將士兵拖往至安全地帶。仁慈犬同時會安慰因受到致命創傷而瀕死的士兵。
一名軍醫讚揚了仁慈犬對受傷士兵的分診（檢傷分類）能力，他表示「它們（仁慈犬）有時會將我們帶到被認定已經死亡的屍體前，但當我們將其帶回醫治時......總是會出現希望的火花。這純粹是它們的本能，這比人類的判斷能力要有效許多。」

## 歷史

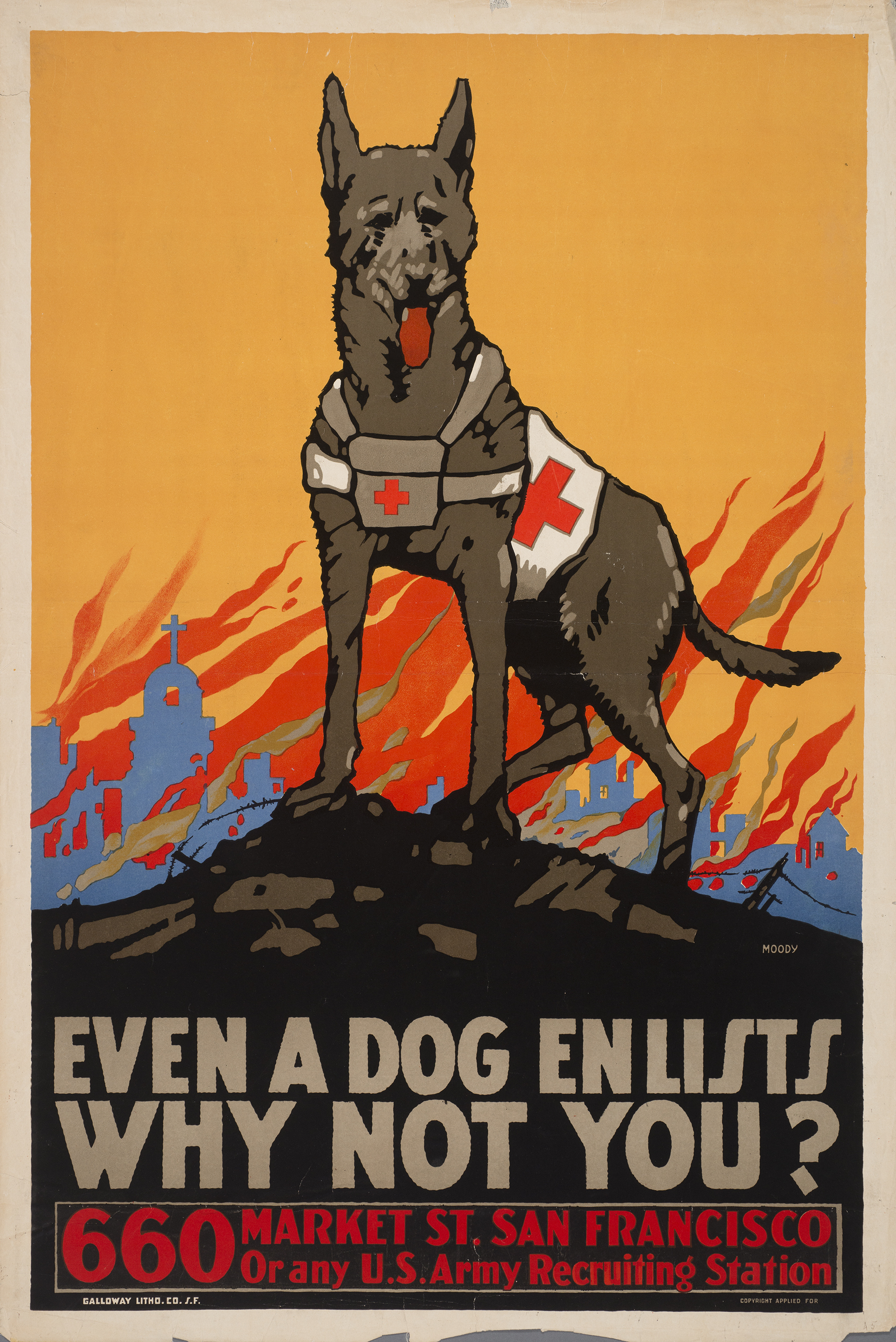
一戰的募兵海報

19世紀末，德國軍隊訓練了第一批仁慈犬。1895年動物畫家讓·邦加茲開始一項名為「新奇實驗」（novel experiment）的仁慈犬培訓計畫。直至1908年，除德國外，義大利、奧地利和法國皆有訓練仁慈犬的計畫。

### 第一次世界大戰
一戰爆發時，德國約有6,000隻訓練有素的犬隻，其中有許多為仁慈犬。德軍稱之為「醫療犬」。據估計，德國在戰爭中共使用了約3萬隻狗，主要作為傳遞信件及醫療犬使用，其中有7,000隻被殺害。而據保守估計，第一次世界大戰中的所有戰鬥人員共使用的犬隻數量接近5萬，其中大多屬於德國和法國軍隊。
英國在戰爭爆發後並未制訂訓練軍犬的計劃。英國陸軍軍官埃德溫·豪森維爾·理查森（Edwin Hautenville Richardson）中校有和軍犬合作的經驗，因此自1910年起就主張建立訓練軍犬的計劃，他將若干隻狗訓練成救護犬後提供給英軍，但其並未接受，他隨後又將犬隻交由英國紅十字會。後來因該軍官的提倡，英國成立英國軍犬學校，並由理查森擔任校長，且最終培訓了超過200隻狗。
據估計，約有1萬多隻狗於一戰中擔任仁慈犬，且被認為拯救了數千人的生命，其中包括至少2,000名法國及4,000名德國傷兵。部分仁慈犬因其工作表現而引起關注，如在一天之內尋獲30名士兵的「Captain」，以及在一次戰役中搜索到100人的「Prusco」，兩隻狗均為法國犬，其中Prusco會將傷兵拖入溝渠避難，並通知醫護人員。然而，亦有許多法國犬在救護行動中喪生，該國的仁慈犬計畫也被終止。
不同於許多歐洲國家，美國於一戰中未制定訓練仁慈犬的計畫，因為該國的軍事高層認為戰爭很快就會告終，沒有計畫的必要。但仍有美國犬隻於紅十字會服務，其鞍袋上會印有紅十字標誌。美軍在戰爭中因未編制犬隻的相關單位，因此也會向其盟友借用狗隻。
仁慈犬也被認為是愛國主義的象徵，非虛構作家吉兒·藍克·席爾普（Jill Lenk Schilp）寫到，它們「被提升至英雄的層次，且被賦予了人類的情感和特徵」，且部分犬隻可能在服務後產生創傷壓力。美國犬史都比在戰爭中警告被毒氣攻擊的大量美軍進而拯救其性命，之後該犬並未同其他動物被授予迪金勳章，而是被美軍晉升為中士。

### 第二次世界大戰及戰後

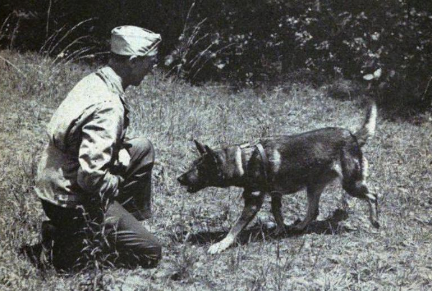
美軍訓練演習時向其飼養員通報的一隻傷亡犬

據報導，德軍於二戰前夕徵招犬隻作為信差、看門犬和仁慈犬。戰爭爆發後，美國陸軍醫療隊在救護車配備6隻傷亡犬用以尋找傷兵，品種主要為指標犬和雪達犬，其訓練計畫則始於1942年8月。
韓戰期間，美國陸軍透過傷亡犬計畫尋找受傷士兵，並使用了德國牧羊犬，這些犬隻於堪薩斯州的萊利堡接受訓練。
二戰結束後，美國紅十字會啟動治療犬计划，並至少實施至2019年。

## 流行文化
美國作家埃里森·哈特的歷史小說《一戰救護犬達林》（Darling, Mercy Dog Of World War I）於2013年出版；英國作家希拉里·羅賓遜出版的兒童讀物《索姆河弗洛》（Flo of the Somme）描述了一戰索姆河戰役中的一隻仁慈犬，該書於2016年獲頒英國歷史協會青年鵝毛筆（Young Quill's Award）歷史小說獎。

### 引用
1. 1 2 3  Rogak 2011，第47頁.
2. 1 2 3 4 5 6 7 8  Campbell 2014，第274頁.
3. ↑  Orlean, Susan. . The New Yorker. 2011-05-05  [2020-12-21]. （原始内容存档于2020-11-11） （美国英语）.
4. ↑  Hoare, Philip. . The Guardian. 2018-11-07  [2020-12-21]. （原始内容存档于2020-11-22） （英语）.
5. 1 2 3 4 5  Schilp 2019，第14–15頁.
6. ↑  Stillwell, Blake. . MIGHTY HISTORY. 2020-06-19  [2021-01-08]. （原始内容存档于2021-01-18）.
7. 1 2  Jager 1917，第23頁.
8. 1 2 3  Hart & Montgomery 2016，第153頁.
9. ↑  . The Irish Independent. 2014-05-17 –ProQuest.
10. ↑  Schilp 2019，第20頁.
11. 1 2  . The Birmingham Mail（英语：The Birmingham Mail）. 2014-02-15.
12. ↑  . The Youth's Companion. 1895-08-01 –ProQuest.
13. ↑  . The Washington Post. 1908-07-19: E12 –ProQuest.
14. ↑  Lorenz, Julia. . Fachportal für Wehrmedizin & Wehrpharmazie. 2017-01-23  [2021-01-09]. （原始内容存档于2021-01-26） （德语）.
15. ↑  Kalkschmidt, G. . Frankfurter Zeitung (FAZ.NET). 1916-05-08  [2021-01-09]. （原始内容存档于2021-03-14） （德语）.
16. 1 2 3  Cummins, Bryan D. . Carolina Academic Press（英语：Carolina Academic Press）. 2013-11-07  [2021-02-09]. ISBN 978-1-61163-556-0. （原始内容存档于2021-03-14） （英语）.
17. 1 2  . World War I Bridges. 2013-02-01  [2021-01-09]. （原始内容存档于2021-01-11）.
18. 1 2  Schilp 2019，第16頁.
19. ↑  Schilp 2019，第17頁.
20. ↑  Jager 1917，第25頁.
21. ↑  Schilp 2019，第20頁.
22. ↑  . 中央通訊社. 2018-11-10  [2021-03-14]. （原始内容存档于2020-12-01） （中文（繁體））.
23. ↑   (PDF). Devon Museums（英语：List of museums in Devon）.   [2021-01-09]. （原始内容存档 (PDF)于2020-11-11）. A 16 million-strong army of animals including mules, donkeys, cats and even camels were part of WW1.
24. ↑  神奇海獅. . 故事. 2019-05-31  [2021-03-14]. （原始内容存档于2020-05-20） （中文（繁體））.
25. ↑  . The Knoxville News-Sentinel（英语：Knoxville News Sentinel）. 1939-11-12: 2  [2020-12-21]. （原始内容存档于2021-03-14） –Newspapers.com .
26. ↑  . The Beatrice Times. 1944-03-23: 6  [2020-12-21]. （原始内容存档于2021-01-25） –Newspapers.com .
27. ↑  . . Washington, D.C.: Periscope Film LLC. US War Department. 1943-07-01: 127－136 (2013-06-12)  [2021-01-08]. ISBN 978-1937684501. OCLC 1102468123. OL 31850330M. （原始内容存档于2021-03-14） –Google Books （美国英语）.
28. ↑  . Lansing State Journal（英语：Lansing State Journal）. 1943-10-31: 16  [2020-12-21]. （原始内容存档于2021-02-02） –Newspapers.com .
29. ↑  . The Ithaca Journal（英语：The Ithaca Journal）. 1951-06-28: 22  [2020-12-21]. （原始内容存档于2021-01-25） –Newspapers.com .
30. ↑  Schilp 2019，第14－15頁.
31. ↑  . 科克斯書評（英语：Kirkus Reviews）. 2013-09-15  [2021-03-14]. （原始内容存档于2021-01-26） （英语）.
32. ↑  埃里森·哈特. . 外語教學與研究出版社. 2015-06-01  [2021-03-15]. ISBN 9787513561358 （中文（简体））.
33. ↑  Reece, Andrea. . LoveReading4Kids.   [2021-01-08]. （原始内容存档于2021-01-25）.

### 書籍
- Campbell, Jeff. . San Francisco, California, USA: Houghton Mifflin Harcourt（英语：Houghton Mifflin Harcourt）, Zest Books. 2014-10-07: 274. ISBN 978-1-936976-62-1 （英语）.
- Hart, Alison; Montgomery, Michael G., Illustrator.  (E-book). Atlanta, Georgia USA: Peachtree Publishing Company. March 2016. ISBN 9781561458707 （英语）.
- Jager, Theo F. . Rochester, New York: Arrow Printing Company. 1917 （英语）.
- Rogak, Lisa.  (Print). New York: Macmillan Publishers, St. Martin's Press. 2011-10-25: 47. ISBN 978-1-250-00881-7 （英语）.
- Schilp, Jill Lenk. . . Jefferson, North Carolina USA: McFarland & Company. 2019-09-24: 13–24  [2021-02-03]. ISBN 978-1-4766-7394-3. （原始内容存档于2022-04-07） （英语）.

## 外部連結
- (Video). 2018-11-30 –YouTube.
- Hyde, Oliver (1895) "The Dog In Modern Warfare" The Windsor Magazine: an illustrated monthly for men and women London: Ward, Lock and Bowden, Limited
- Neidell, Indiana. . The Great War（英语：The Great War (YouTube channel)）. 2015-02-09  [2021-03-14]. （原始内容 (Video)存档于2021-06-10） –YouTube.
- . Evening star. Washington, D.C. 1917-08-26.